# Salman Isa
Salman Isa Ghuloom Ali (12 luglio 1977) è un calciatore bahreinita, terzino sinistro o centrocampista del Manama.

## Carriera

### Club
Ha cominciato la carriera con il Madinat Isa. Nel 1998 si trasferisce al Al-Riffa. Nel 2004 viene acquistato dal Al-Arabi. Nel 2011 torna al Al-Riffa. Nel 2014 viene acquistato dal Manama.

### Nazionale
Ha debuttato in Nazionale nel 2001. Ha partecipato, con la Nazionale, alla Coppa d'Asia 2004, alla Coppa d'Asia 2007 e alla Coppa d'Asia 2011. Ha collezionato in totale, con la maglia della Nazionale, 130 presenze, risultando fra i calciatori con più presenze con la Nazionale bahreinita.